# Công ty trách nhiệm hữu hạn Minh Long I
Công ty trách nhiệm hữu hạn Minh Long I là doanh nghiệp sản xuất sản phẩm gốm sứ cao cấp được thành lập tại Việt Nam vào năm 1970.

## Quá trình hoạt động
Năm 1970, nghệ nhân nhân dân Lý Ngọc Minh cùng ông Dương Văn Long thành lập xí nghiệp Minh Long với sản phẩm gốm mỹ nghệ.
Sau khi giải phóng miền nam, năm 1975, xí nghiệp Minh Long gặp nhiều khó khăn trong việc sản xuất.
Năm 1980, xí nghiệp Minh Long tiếp tục hoạt động sản xuất đồ gốm mỹ nghệ.
Năm 1990, Minh Long được cấp giấy phép xuất khẩu, cho phép xuất khẩu đồ gốm mỹ nghệ đi các quốc gia khác. Trong vòng 5 năm, Minh Long hoạt động chủ yếu xuất khẩu đồ gốm mỹ nghệ sang các nước Châu Âu, đặc biệt là nước Pháp cho đến năm 1994, khi Minh Long chuyển đổi hướng kinh doanh và tập trung vào thị trường nội địa.
Năm 1995, Minh Long đi đến quyết định tách công ty ban đầu thành hai công ty là Minh Long I và Minh Long II. Công ty Minh Long I (sau đây được gọi tắt là "Minh Long" hoặc "Công ty") do nghệ nhân nhân dân Lý Ngọc Minh quản lý với các sản phẩm gốm sứ mỹ nghệ và gốm sứ dân dụng cao cấp, phục vụ thị trường nội địa và xuất khẩu. Công ty còn lại do ông Dương Văn Long quản lý, chủ yếu sản xuất gốm sứ công nghiệp. Cũng trong năm 1995, Minh Long đầu tư vào các thiết bị hiện đại đạt tiêu chuẩn của Đức và cải thiện chất lượng sản phẩm nhằm phục vụ thị trường Châu Âu.
Năm 2017, Minh Long đã tiếp tục đầu tư cho các thiết bị hiện đại, sử dụng robot trong vận hành sản xuất.

## Văn hóa doanh nghiệp
Theo người sáng lập, triết lý kinh doanh "Bốn không - Bốn có" của gốm sứ Minh Long là:
- Không thời gian - Không biên giới - Không giới tính - Không tuổi tác, và
- Có văn hóa - Có nghệ thuật - Có phong cách riêng - Có hồn.[1]

## Giải thưởng
Năm 2008, gốm sứ cao cấp Minh Long I là một trong những doanh nghiệp đầu tiên của Việt Nam đạt danh hiệu "Thương hiệu Quốc gia" và sản phẩm của Công ty tiếp tục được vinh danh những năm sau đó.
Năm 2011, Minh Long I được vinh danh thương hiệu Châu Á - Thái Bình Dương.
Năm 2017, Minh Long I là một trong ba doanh nghiệp được vinh danh giải thưởng Vinh quang Việt Nam – 30 năm đổi mới. Cũng trong năm này, sản phẩm chén ngọc cũng như bộ sản phẩm Hoàng Liên của Minh Long đã được giới thiệu và dùng để phục vụ tại Hội nghị APEC Việt Nam 2017.
Năm 2019, sản phẩm của Công ty đã vượt qua hàng ngàn sản phẩm dự thi từ 55 quốc gia có những thương hiệu lớn để đạt giải "Ý tưởng thiết kế sản phẩm xuất sắc" ở sự kiện Reddot Award 2019 tại Essen, Đức.
Năm 2020, nhà sáng lập và tổng giám đốc của Công ty, ông Lý Ngọc Minh, là một trong 04 người trên cả nước đã được Bộ Công thương trao tặng danh hiệu "Nghệ nhân nhân dân".. Năm 2022, ông vinh dự được Thủ tướng Chính phủ trao tặng danh hiệu Top 10 Doanh nhân tiêu biểu nhất Việt Nam.
Minh Long I đã giành được giải thưởng WIPO của Sở Hữu Trí Tuệ (Liên Hợp Quốc).
Ngoài ra, thương hiệu gốm sứ cao cấp Minh Long I đã nhiều lần đạt giải thưởng "Thương hiệu quốc gia", và 22 lần đạt danh hiệu "Hàng Việt Nam chất lượng cao".